# Schlosskirche (Meiningen)

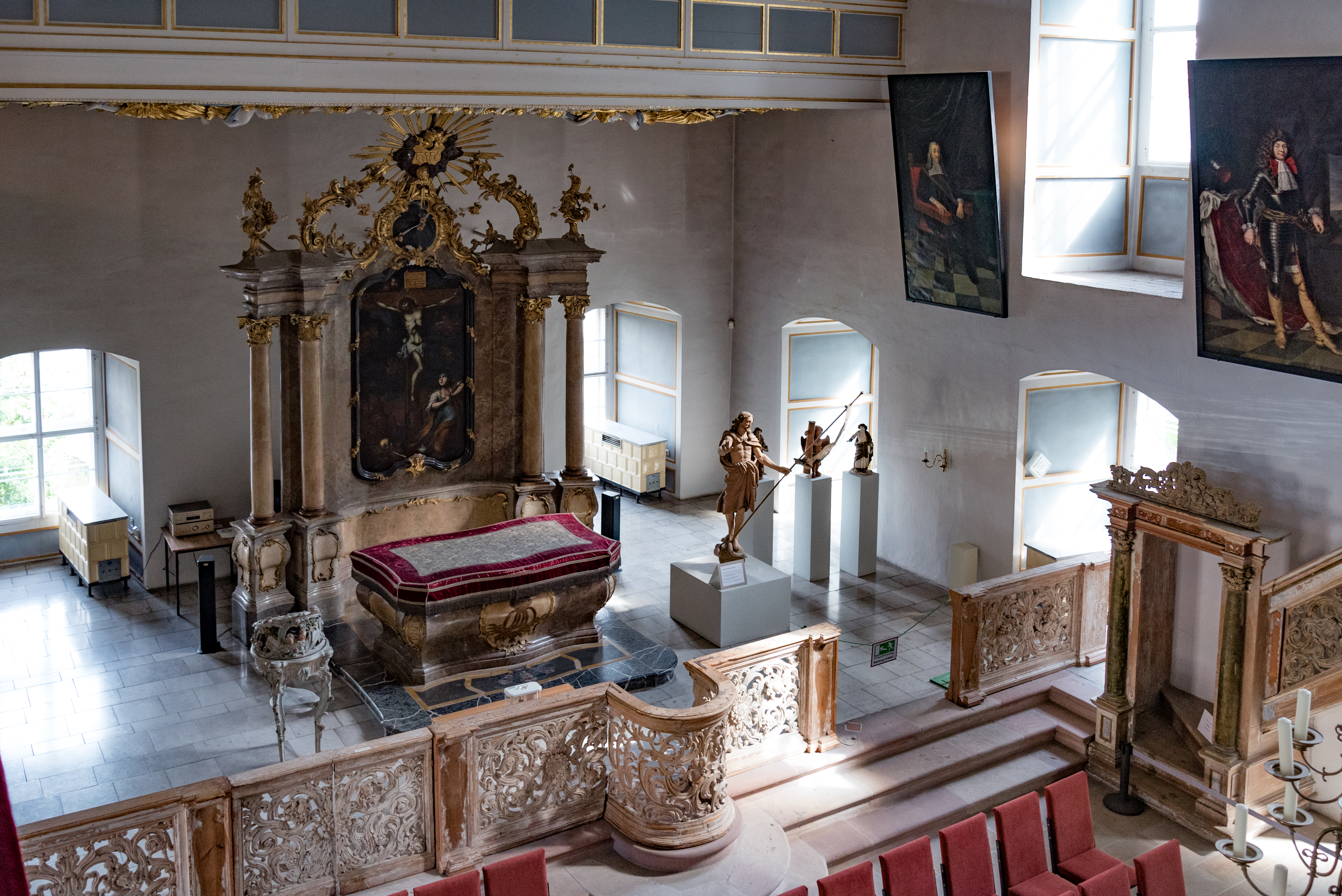
Innenansicht Schlosskirche Meiningen

Die Schlosskirche „Zur Heiligen Dreifaltigkeit“ ist Teil des Südflügels des Schlosses Elisabethenburg in Meiningen. Sie diente von 1692 bis 1920 als Hofkirche der Herzöge von Sachsen-Meiningen. 1977 profaniert, wird sie seit 1982 als „Konzertsaal Johannes Brahms“ genutzt (auch „Brahmssaal“).
Die barocke Kirche nimmt zwei Geschosse im Südflügel des Schlosses ein. Neben Kanzel und Chorschranken von 1689 besitzt sie im erhöhten Chor einen Altar mit einem viersäuligen Baldachin von 1767 sowie eine mit einem Wappenfries geschmückte Fürstenloge. Dort ist heute die Konzertorgel untergebracht. Der Kirchensaal wird von einer großformatigen, mit reichlich Stuck verzierten Kassettendecke überspannt. Unter der Kirche befindet sich im Kellergeschoss eine geräumige Fürstengruft.

## Geschichte
1680 gründete Herzog Bernhard I. das Herzogtum Sachsen-Meiningen und bestimmte die Stadt Meiningen zur Residenz. Er bezog zunächst mit seinem Hofstaat die ehemalige würzburgische Burg. Bis zur Einweihung der Schlosskirche nutzte der Herzog die Meininger Stadtkirche als Hofkirche, wo er 1680 in der eiligst hergestellten Krypta seine erste Gemahlin Marie Hedwig von Hessen-Darmstadt bestatten ließ.
Der Bau der Schlosskirche erfolgte gleichzeitig mit der Errichtung des Schlosses. Die Grundsteinlegung fand am 26. Juli 1682 statt, geweiht wurde die Kirche am 9. November 1692 auf den Namen „Zur Heiligen Dreifaltigkeit“. Sie wurde fortan bis März 1920 vom Hofstaat und während der Umbauphase der Stadtkirche von 1884 bis 1889 von der Kirchengemeinde Meiningen als Gemeindekirche genutzt. Nach der Auflösung des Herzogtums gelangte die Schlosskirche zur Stadtkirchengemeinde, die hier bis 1975 Gottesdienste abhielt. Nach der Profanierung 1977 überließ man die Kirche den Staatlichen Museen Meiningen zu Nutzung. Nach Umbau- und Restaurierungsarbeiten von 1980 bis 1982 eröffnete man in der Kirche unter Erhaltung von Kanzel und Altar den „Konzertsaal Johannes Brahms“, der seitdem für verschiedenste Veranstaltungen genutzt wird.
Die Schlosskirche, auch „Brahmssaal“ genannt, ist seit 2012 der Veranstaltungsort des Internationalen Hans-von-Bülow-Wettbewerbs. Des Weiteren ist sie eine der Spielstätten im Festival „Güldener Herbst“.

## Orgel

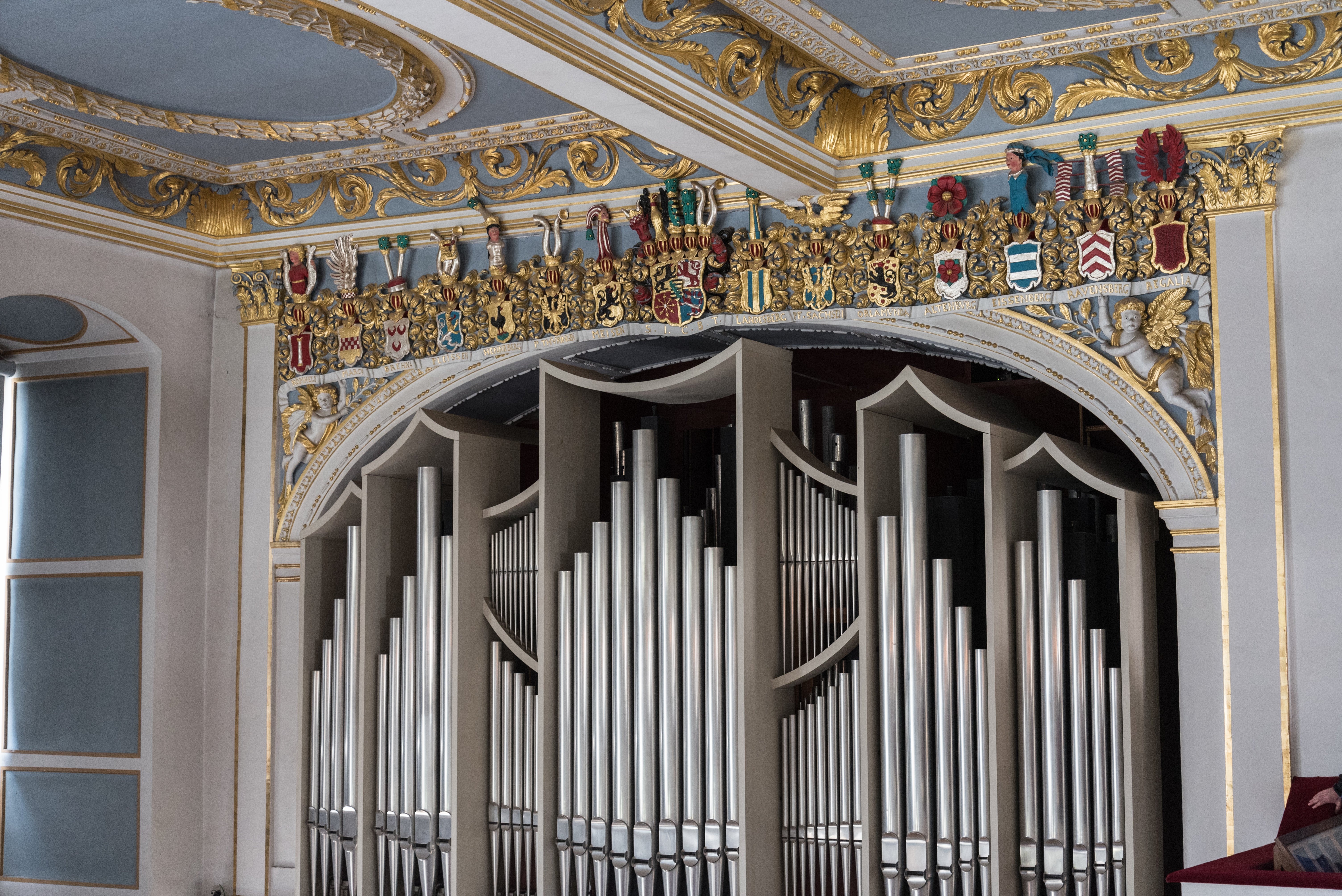
Sauer-Orgel

1986 erfolgte der Einbau einer Sauer-Orgel in die ehemalige Fürstenloge. Das Schleifladen-Instrument hat 34 Register auf zwei Manualwerken und Pedal. Die Spieltrakturen sind mechanisch, die Registertrakturen sind elektrisch. Die Disposition lautet:
| I Hauptwerk C–g3 |       |
| Bordun           | 16′   |
| Prinzipal        | 8′    |
| Koppelflöte      | 8′    |
| Oktave           | 4′    |
| Kleingedackt     | 4′    |
| Quinte           | 2 ⁄3′ |
| Superoktave      | 2′    |
| Blockflöte       | 2′    |
| Mixtur V–VI      |       |
| Scharff III      |       |
| Fagott           | 16′   |
| Trompete         | 8′    |
| Tremulo          |       |

| II Schwellwerk C–g3 |       |
| Zartflöte           | 16′   |
| Weitgedackt         | 8′    |
| Spitzgambe          | 8′    |
| Celeste             | 8′    |
| Prinzipal           | 4′    |
| Rohrflöte           | 4′    |
| Dulzlöte            | 4′    |
| Flautino            | 2′    |
| Sifflöte            | 1′    |
| Sesquialtera II     | 2 ⁄3′ |
| Mixtur IV–V         |       |
| Schalmay-Oboe       | 8′    |
| Tremulo             |       |

| Pedal C–f1    |     |
| Subbaß        | 16′ |
| Gedacktbaß    | 16′ |
| Oktavbaß      | 8′  |
| Baßflöte      | 8′  |
| Choralbaß II  | 4′  |
| Gedacktflöte  | 4′  |
| Hintersatz IV |     |
| Posaune       | 16′ |
| Bombarde      | 8′  |
| Corno         | 4′  |

- Koppeln: II/I, I/P, II/P

## Glocken
Eine Glocke der Kirche stammt vom Gothaer Glockengießer Paul Seeger (1648–1721).

## Weblink
Koordinaten: 50° 34′ 12,4″ N, 10° 24′ 44,3″ O